# Nhà thờ Đức Bà Paris (nhạc kịch)
Nhà thờ Đức Bà Paris (tiếng Pháp: Notre-Dame de Paris) là vở nhạc kịch tiếng Pháp công diễn vào ngày 16 tháng 9 năm 1998 tại Cung Hội nghị Paris, Pháp. Vở này dựa trên tiểu thuyết cùng tên của nhà văn Victor Hugo. Phần nhạc và lời lần lượt do Richard Cocciante và Luc Plamondon đảm trách. Đạo diễn là Gilles Maheu.
Sau Pháp, Nhà thờ Đức Bà Paris đã tìm đến một số quốc gia khác như Bỉ, Thụy Sĩ và Canada (Québec). Vở nhạc kịch được diễn lại nhiều lần ở Montréal. Có bản chuyển ngữ sang tiếng Ý (diễn ở Roma và Verona), tiếng Tây Ban Nha (diễn ở Madrid và Barcelona) và tiếng Nga (diễn ở Moskva). Năm 2000, một phiên bản ngắn hát bằng tiếng Anh được diễn ở Las Vegas, Hoa Kỳ. Vở kịch đầy đủ bằng tiếng Anh cũng ra mắt tại Luân Đôn, Anh. Năm 2005, chuyến lưu diễn quốc tế bằng tiếng Pháp đã đến Bắc Kinh, Thượng Hải (Trung Quốc), Seoul (Hàn Quốc), Đài Loan và trở về Paris vào tháng 12 cùng năm.. Năm 2009, các nghệ sĩ ban đầu cùng nhau tham gia chuyến lưu diễn kỷ niệm, đến Nga và Ukraina vào tháng 12 năm 2010.
Một số nhạc phẩm trong nhạc kịch đã trở nên phổ biến, chẳng hạn "Belle" và "Le Temps des cathédrales". "Belle" và/hoặc "Le Temps des cathédrales" đã được dịch sang tiếng Belarus, tiếng Catala, tiếng Séc, tiếng Đức, tiếng Ý, tiếng Litva, tiếng Ba Lan, tiếng Nga, tiếng Hà Lan, tiếng Anh và tiếng Việt.
Tính đến năm 2013, nhạc kịch Nhà thờ Đức Bà Paris đã được diễn hơn 5.000 lần ở khoảng hai mươi quốc gia khác nhau. Nó được xem là vở nhạc kịch phổ biến nhất châu Âu trong vòng năm năm từ 1998 đến 2002. Nhạc kịch cũng được Sách kỷ lục Guinness chứng nhận là nhạc kịch bán vé chạy nhất trong năm đầu tiên công diễn.

## Tóm tắt
Lưu ý: các chi tiết trong nhạc kịch không hoàn toàn giống với tiểu thuyết.

### Màn I
Nhạc kịch lấy bối cảnh đô thành Paris năm 1482. Tại đây nhà thơ nghèo Pierre Gringoire kể lại câu chuyện mà anh chứng kiến.
Đoàn người Di-gan (Bohémienne) vô gia cư (dẫn đầu là Clopin) lũ lượt kéo đến cổng Nhà thờ Đức Bà tìm nơi trú ngụ, gây khó chịu cho Phó Giám mục Nhà thờ là Frollo. Ông yêu cầu Phœbus - trưởng đội cung thủ của hoàng gia - trục xuất những người này. Tuy nhiên, điều chẳng ngờ tới là Phœbus lại mắc vào ái tình với cô gái trẻ xinh đẹp tên là Esméralda trong đoàn Di-gan, dù anh này đã có tình nhân. Cô gái ngây thơ cũng yêu thầm Phœbus.
Frollo yêu cầu Quasimodo (người kéo chuông nhà thờ có hình hài xấu xí) bắt cóc Esméralda. Vốn một lòng trung thành với Frollo, Quasimodo tuân mệnh nhưng không may thất bại và bị Phœbus bắt. Phœbus nhân dịp này hẹn gặp Esméralda tại Cabaret du Val d'Amour. Một lần Gringoire vô tình đi vào khu vực của dân vô gia cư và bị Clopin bắt được. Clopin cảnh báo nếu không có người phụ nữ nào đồng ý cưới Gringoire thì anh sẽ bị treo cổ. May mắn cho anh, Esméralda đã nhận lời (trên danh nghĩa).
Quasimodo chịu đựng bị trói tay trói chân. Anh kêu gào đòi uống nước nhưng không ai đoái hoài, chỉ trừ Esméralda bất ngờ đưa nước đến. Quasimodo được thả, và đến đây trên sân khấu xuất hiện cả Frollo và Phœbus; cả ba cùng hát về tình yêu của mình đối với Esméralda.
Tối hôm đó, Phœbus tới gặp Esméralda ở Cabaret du Val d'Amour, đằng sau có một bóng đen (Frollo) bí mật bám theo. Khi đang tình tự với Esméralda thì Phœbus bị bóng đen dùng dao đâm ngã gục.

### Màn II
Mở đầu màn II là cảnh Frollo và Gringoire cùng nhau bàn luận một số vấn đề. Gringoire cho Quasimodo biết Esméralda đang bị giam ở nhà tù La Sainte và sẽ bị treo cổ vì tội hãm hại Phœbus. Clopin và một số người khác cũng bị bắt giam vào đây. Frollo dùng cách tra tấn để ép Esméralda nhận tội và phán cô tội treo cổ. Sáng sớm ngày hành hình, Frollo đến thú nhận với Esméralda rằng chính ông đã đâm Phœbus, đồng thời cho cô lựa chọn: hoặc yêu ông hoặc chết. Esméralda tỏ ra ghê tởm và chối phắt đi. Lúc đó, Clopin - được Quasimodo giải cứu - lao tới đánh Frollo bất tỉnh, cứu được Esméralda. Quasimodo đưa Esméralda về trú trong nhà thờ Đức Bà - nơi Clopin và những người khác tạm chiếm. Bên ngoài, Frollo và Phœbus kéo quân tới đàn áp thành công những người chiếm đóng. Clopin trước khi chết đã nhờ Esméralda lãnh trách nhiệm làm người các anh em khác. Cô rốt cuộc cũng thất bại và bị Phœbus ra lệnh treo cổ. Sau khi nghe Frollo tuyên bố chính mình là chủ mưu gây ra cái chết của Esméralda, Quasimodo giận dữ hất Frollo từ nơi cao khiến ông ta tử vong. Trong cảnh cuối, Quasimodo đòi nhận thi thể của Esméralda và gục khóc trên xác cô.

## Phân vai
| Năm               | Nơi diễn                       | Vai diễn và diễn viên-ca sĩ tương ứng | Vai diễn và diễn viên-ca sĩ tương ứng                                                                             | Vai diễn và diễn viên-ca sĩ tương ứng                                                                                                | Vai diễn và diễn viên-ca sĩ tương ứng                                                                                     | Vai diễn và diễn viên-ca sĩ tương ứng                                             | Vai diễn và diễn viên-ca sĩ tương ứng                                                                   | Vai diễn và diễn viên-ca sĩ tương ứng                                                              |
| Năm               | Nơi diễn                       | Esméralda | Quasimodo | Frollo | Gringoire | Phœbus                                                                            | Clopin                                                                                                  | Fleur-de-Lys                                                                                       |
| ----------------- | ------------------------------ | --- | --- | --- | --- | --------------------------------------------------------------------------------- | --- | -------------------------------------------------------------------------------------------------- |
| 1998 (nguyên bản) | Pháp/Canada                    | Hélène Ségara | Garou | Daniel Lavoie | Bruno Pelletier | Patrick Fiori                                                                     | Luck Mervil                                                                                             | Julie Zenatti                                                                                      |
| 1998 (hát lót)    | Pháp/Canada                    | Nadia Bell | Jérôme Collet | Jérôme Collet | Damien Sargue | Damien Sargue                                                                     | Roddy Julienne                                                                                          | Nadia Bell                                                                                         |
| 1999-2001         | Pháp/Canada                    | Hélène Ségara Julie Zenatti Nadia Bel France D'Amour Corinne Zarzour                                                                              | Garou Matt Laurent Jérôme Collet                                                                                  | Daniel Lavoie Herbert Léonard Jérôme Collet                                                                                          | Bruno Pelletier Sylvain Cossette Renaud Hantson Michel Cerroni                                                            | Richard Charest Jean Ravel                                                        | Luck Mervil Roddy Julienne                                                                              | Veronica Antico Nadia Bel                                                                          |
| 1999              | Hoa Kỳ                         | Janine Masse | Doug Storm | Francis Ruivivar | Deven May | Mark W Smith                                                                      | David Jennings                                                                                          | Jessica Grové                                                                                      |
| 2000              | Hoa Kỳ                         | Jessica Grové | Paul Bisson | Eric T Hart | Jean-François Breau | Torny Torres                                                                      | Marz | Anne Meson                                                                                         |
| 2000              | Canada (Québec)                | France D'Amour | Garou | Robert Marien | Sylvain Cossette | Pierre Bénard-Conway                                                              | Charles Biddle (Junior)                                                                                 | Natasha St-Pier                                                                                    |
| 2000              | Anh Cách Lan                   | Tina Arena Patti Russo Hazel Fernandes Camilla Bard                                                                                               | Garou Ian Pirie Samuel Gough Mark O'Malley                                                                        | Daniel Lavoie Fred Johanson Mike Dyer Mark O'Malley                                                                                  | Bruno Pelletier Sylvain Cossette John Partridge Alexis James Scott C. Ciscon                                              | Steve Balsamo Dean Collinson Scott C. Ciscon                                      | Luck Mervil Carl Abraham Ellis Andrew Playfoot Hugh Maynard                                             | Natasha St-Pier Kate Pinell Camilla Bard Joanne May                                                |
| 2001              | Anh Cách Lan                   | Patti Russo Dannii Minogue Hazel Fernandes Camilla Bard Michelle Connolly                                                                         | Ian Pirie Samuel Gough Mark O'Malley Mike Dyer Mike Scott                                                         | Fred Johanson Nicholas Pound Mike Scott Mike Dyer Mark O'Malley                                                                      | John Partridge David Shannon Alexis James Mark Powell Scott C. Ciscon Steven Judkins                                      | Dean Collinson Mark Smith Mark Powell Scott C. Ciscon Steven Judkins              | Carl Abraham Ellis Andrew Playfoot Rohan Reckord Johnny Amobi Steven Judkins Hugh Maynard               | Kate Pinell Camilla Bard Joanne May Michelle Connolly                                              |
| 2001              | Pháp                           | Shirel Nadia Bel Anne Meson | Adrian Devil Jérôme Collet                                                                                        | Michel Pascal Jérôme Collet | Cyril Niccolaï Laurent Bàn                                                                                                | Richard Charest Laurent Bàn                                                       | Roddy Julienne Eddie Soroman                                                                            | Veronica Antico Claire Cappelletti Anne Meson                                                      |
| 2001              | Tây Ban Nha                    | Tahis Ciurana | Albert Martinez                                                                                                   | Enrique Sequero | Daniel Angles | Lisardo Guarinos                                                                  | Paco Arroho                                                                                             | Elvira Prado                                                                                       |
| 2001 - 2012       | Ý                              | Lola Ponce Rosalia Misseri Ilaria Andreini Leyla Martinucci Chiara Di Bari Sabrina De Siena Claudia Paganelli Alessandra Ferrari Federica Callori | Giò Di Tonno Fabrizio Voghera Luca Maggiore Giordano Gambogi Leonardo Di Minno Angelo Del Vecchio Lorenzo Campani | Vittorio Matteucci Christian Gravina Fabrizio Voghera Luca Velletri Francesco Antimiani Robert Steiner Marco Manca Vincenzo Nizzardo | Matteo Setti Heron Borelli Mattia Inverni Roberto Sinagoga Gianluca Perdicaro Luca Kiere Luca Marconi Riccardo Maccaferri | Graziano Galatone Heron Borelli Alberto Mangia Vinci Oscar Nini Giacomo Salvietti | Marco Guerzoni Christian Mini Aurelio Fierro JR Leonardo Di Minno Lorenzo Campani Emanuele Bernardeschi | Claudia D'Ottavi Chiara Di Bari Ilaria DeAngelis Valentina Spreca Serena Rizzetto Federica Callori |
| 2002              | Nga                            | Svetlana Svetikova Théona Dol'nikova Diana Savélieva                                                                                              | Viatcheslav Petkoun Timour Vedernikov Valéry Ïaremenko                                                            | Alexander Marakoulin Igor Balalàev Alexander Golubev                                                                                 | Alexander Postolenko Vladimir Dybsky                                                                                      | Anton Makarsky Edward Shoulzhevsky Maxime Novikov Alex Sekirïn                    | Sergueï Li Victor Burko Victor Esin                                                                     | Anastasia Stotskàïa Catherine Maslovskaïa Julia Lisêeva Anna Pingina                               |
| 2005              | Canada                         | Mélanie Renaud | Gino Quilico | Robert Marien | Jean-François Breau | Richard Charest                                                                   | Roddy Julienne                                                                                          | Brigitte Marchand                                                                                  |
| 2005-2006         | Châu Á                         | Nadia Bel Chiara Di Bari | Matt Laurent Jérôme Collet Ivan Pavlak                                                                            | Michel Pascal Ivan Pavlak Jérôme Collet                                                                                              | Richard Charest Cyril Niccolaï Michel Cerroni                                                                             | Laurent Bàn Cyril Niccolaï                                                        | Roddy Julienne Gardy Fury                                                                               | Chiara Di Bari Marie Christophe                                                                    |
| 2005              | Pháp                           | Mélanie Renaud Nadia Bel | Jérome Collet Ivan Pavlak                                                                                         | Robert Marien Ivan Pavlak | Richard Charest Cyril Niccolaï                                                                                            | Laurent Bàn Cyril Niccolaï                                                        | Roddy Julienne Gardy Fury                                                                               | Marilou Nadia Bel                                                                                  |
| 2008              | Hàn Quốc                       | Choi Sung-hee Oh Jin-yeong | Yun Hyeong-ryeol Kim Beop-rae                                                                                     | Seo Beom-seok Ryu Chang-woo | Kim Tae-hun Park Eun-tae                                                                                                  | Kim Sung-min Kim Tae-hyeong                                                       | Lee Jeong-yeol Mun Jong-won                                                                             | Kim Jeong-hyeon Gwak Sun-young                                                                     |
| 2010              | Bỉ                             | Sandrine Van Handenhoven Sasha Rosen | Gene Thomas | Wim Van Den Driessche | Dennis ten Vergert | Tim Driesen                                                                       | Clayton Peroti                                                                                          | Jorien Zeevaart                                                                                    |
| 2011/2012         | Trung Quốc/Hàn Quốc "Lưu diễn" | Candice Parise Myriam Brousseau | Matt Laurent Nigel Richards Marc Akinfolarin                                                                      | Robert Marien Nigel Richards | Dennis ten Vergert Tim Driesen                                                                                            | Stephen Webb Tim Driesen                                                          | Ian Carlyle Marc Akinfolarin                                                                            | Lilly-Jane Young Myriam Brousseau                                                                  |
| 2012              | Nga "Lưu diễn"                 | Alessandra Ferrari Myriam Brousseau | Matt Laurent Angelo Del Vecchio                                                                                   | Robert Marien Jérôme Collet | Richard Charest | Yvan Pedneault Gab Desmond                                                        | Ian Carlyle Angelo Del Vecchio                                                                          | Elicia Mc'Kenzie Myriam Brousseau                                                                  |
| 2013              | Nhật Bản "Lưu diễn"            | Alessandra Ferrari Myriam Brousseau | Matt Laurent Angelo Del Vecchio                                                                                   | Robert Marien Jérôme Collet | Richard Charest Gab Desmond                                                                                               | Yvan Pedneault Gab Desmond                                                        | Ian Carlyle Angelo Del Vecchio                                                                          | Elicia Mc'Kenzie Myriam Brousseau                                                                  |

## Sản xuất
Năm 1993, sau thành công mang tính hiện tượng của Starmania (công diễn năm 1978) và thất bại của La Légende de Jimmy (công diễn năm 1990), Luc Plamondon quyết định lấy cảm hứng từ lịch sử để viết vở nhạc kịch tiếp theo của ông. Ông đắm mình trong tiểu thuyết Nhà thờ Đức Bà Paris của văn hào Victor Hugo, kết quả là ông ghi lại được ba mươi ý tưởng ca khúc sau khi đọc qua sáu trăm trang sách. Plamondo chia sẻ: "Tôi muốn đưa lịch sử vĩ đại mà cả thế giới đều biết vào các ca khúc của mình. Ai mà biết được, điều này có thể mở ra cho tôi...phần còn lại của thế giới." Ông chợt nhớ ra rằng không lâu trước đây, cộng sự cũ của ông là Richard Cocciante có viết một bản nhạc để dành cho một "Dự án lớn", hiện đang giữ trong ngăn kéo. Ông thổ lộ rằng ban đầu từng cảm thấy rất sợ khi chọn đề tài liên quan đến một tượng đài của nền văn học Pháp như vậy. Tuy nhiên, chính vẻ đẹp trong ca từ của ca khúc "Belle" ("Người đẹp") đã làm ông hài lòng và tin tưởng vào dự án của bạn mình, rằng chỉ năm năm sau thôi thì bài hát sẽ được công nhận là tác phẩm thành công. Về sau, Plamondon thừa nhận đã nảy ra ý tưởng về bài hát sau khi xem xong bộ phim Nhà thờ Đức Bà Paris (1956) của đạo diễn Jean Delannoy.
Luc Plamondon và Richard Cocciante dành ra ba năm (từ 1994 đến 1996) để soạn nhạc và lời cho nhạc kịch. Bộ đôi nhận ra rằng tác phẩm sẽ dài hơn ba giờ đồng hồ, tức là cần phải tìm cách cắt giảm thời lượng xuống. Vào lúc này xuất hiện sự can dự của giám đốc Gilles Maheu. Vốn là một người luôn đi tiên phong, Maheu bày tỏ bản thân ông cảm thấy vở nhạc kịch này rất lôi cuốn. Ngay tức khắc Plamondon đáp lời: "Dự án của tôi sẽ không làm ông thích thú gì đâu, bởi nó là một truyện kể rất cổ điển!". Maheu vặn lại: "Ông có biết rằng tác phẩm đầu tay của tôi là một vở ba lê về Esméralda và ba người mê đắm cô nàng không?"
Hoàn thành phần việc nặng nhất, Plamondon và Cocciante lại bắt tay vào tìm nhà sản xuất cho đứa con tinh thần của họ. Sau ba lần mời gọi bất thành, Plamondon và bạn lâu năm là Guy Darmet - Giám đốc Nhà hát ca múa Lyon - đến đặt vấn đề với Victor Bosch - chủ rạp Transbordeur ở Lyon. Bosch tỏ ra khá quan tâm và đã tổ chức một cuộc gặp mặt với Charles Talar. Bosch nói: "Nhạc kịch của Plamondon, tôi quan tâm đấy; nhạc của Cocciante, tuyệt vời; tiểu thuyết của Victor Hugo, tuyệt!" Thế là mặc dù chưa đọc hay nghe qua thứ gì trong nhạc kịch nhưng Talar phát biểu: "Nếu các ông đồng ý, tôi sẽ sản xuất vở này và album nhạc cùng với Victor." Trong buổi diễn thử sau đó, Cocciante thủ tất cả các vai bên cây đàn dương cầm, trong khi Plamondon thì dàn cảnh. Về phía Cung Hội nghị Paris, họ muốn vở Nhà thờ Đức Bà Paris diễn vào mùa thu năm 1998. Tháng 1 năm 1997, các bên liên quan cùng nhau ký kết hợp đồng.

### Thử giọng
Gần bốn trăm ca sĩ đã đến thử giọng ở cả hai bờ Đại Tây Dương, cuối cùng rút lại chỉ chọn bảy người. Sáu trăm vũ công và người nhào lộn tham gia thử việc, cuối cùng rút lại còn mười sáu người. Trong suốt hơn hai năm, những con người đến từ mười hai quốc gia khác nhau này sẽ là thành viên của đoàn kịch, được đảm bảo có việc làm vào mỗi buổi tối. Đi kèm các ca sĩ-diễn viên và vũ công là bốn mươi kỹ thuật viên, người phụ trách phông cảnh, nhân viên làm tóc, nghệ sĩ trang điểm, người giữ trang phục và các trợ lý.

### Đội ngũ thiết kế
Gilles Maheu tìm kiếm nhà thiết kế phần nhìn đến từ châu Âu, riêng phần ánh sáng thì ông giao cho Alain Lortie đến từ Montréal, Canada. Ông trao nhiệm vụ trang trí cho Christian Rätz, nhiệm vụ thiết kế trang phục cho Fred Sathal, nhiệm vụ chỉ đạo ba lê đương đại cho biên đạo múa Martino Müller.

### Marketing
Charles Talar là người vạch ra chiến lược marketing bằng kinh nghiệm của ba mươi lăm năm trong nghề. Hàng tuần, ông có các cuộc họp với các nhà sáng tạo, đội ngũ sản xuất và nhân viên xúc tiến quảng bá tác phẩm. Một áp phích rộng 700 mét vuông được treo trước mặt tiền Cung Hội nghị Paris nhằm quảng cáo cho vở nhạc kịch trong vòng một năm trước khi công diễn.

### Công diễn
Gilles Mahe tổ chức buổi diễn theo phong cách hòa nhạc với dàn ca sĩ chính ở giữa sân khấu còn các vũ công diễn nền phía sau sân khấu. Phần nhạc của dàn nhạc giao hưởng cũng như phần hợp xướng được thu âm sẵn từ trước; các ca sĩ-diễn viên đeo microphone sát miệng.

## Album và đĩa đơn
Album nguyên bản được ghi âm và phối khí tại Artistic Palace à Paris. Album đầy đủ được thu âm trực tiếp trong buổi diễn tại Cung Hội nghị Paris.
Song hành cùng sự kiện công diễn nhạc kịch, ba ca khúc trong tác phẩm đã được phát hành dưới dạng đĩa đơn, đó là các bài hát "Vivre", "Le Temps des cathédrales" và "Belle". "Belle" trở thành Ca khúc của năm ở Pháp và được đề cử ngôi vị Ca khúc của thế kỷ. Bản tiếng Anh của "Vivre" ("Live for the One I Love") được cả hai nữ ca sĩ là Tina Arena (đóng vai Esméralda khi diễn tại Anh) và Celine Dion phát hành ra thị trường, mặc dù Celine Dion không tham gia nhạc kịch này.

### Danh sách album
- 1997: Album phòng thu gồm 16 ca khúc (một CD)
- 1998: Album thu trực tiếp gồm 53 ca khúc (hai CD)

## Ảnh hưởng và đón nhận
Nhà thờ Đức Bà Paris đã đưa nhạc kịch trở lại thành mốt thời thượng ở Pháp; nhiều tác phẩm khác đã thi nhau ra đời sau tác phẩm này. Theo Luc Plamondon và Richard Cocciante, tính riêng tại các quốc gia nói tiếng Pháp (Pháp, Bỉ, Thụy Sĩ, Canada) thì đã có bốn triệu người xem nhạc kịch này, còn tính chung toàn cầu thì có 7,5 triệu người. Hơn 10 triệu album và năm triệu đĩa đơn đã được bán ra với nhiều phiên bản và ngôn ngữ khác nhau. Tuy nhiên khi diễn tại Anh, nhạc kịch nhận được đánh giá khen chê lẫn lộn, nhìn chung là khen ngợi phần nhạc nhưng chế giễu phần lời dịch ra tiếng Anh. Báo The Times đánh giá vai diễn Quasimodo của Garou là đầy "năng lượng sầu lụy", các vũ công diễn nhiệt tình song kết luận rằng nhạc kịch này chẳng phải là một bản Những người khốn khổ khác.

## Giải thưởng
- Hai giải Victoires de la musique năm 1999, gồm giải Bài hát của năm (Chanson originale de l'année) cho ca khúc "Belle" và giải Buổi diễn hay nhất năm[7] (Spectacle musical, tournée ou concert de l'année) cho buổi diễn tại Casino de Paris
- Giải Félix năm 2000 hạng mục Buổi diễn của năm (Spectacle de l'année - Interprète)[10]

## Danh sách bài hát trong nhạc kịch

### Nguyên bản tiếng Pháp
| Màn I 1. Ouverture - Dàn nhạc giao hưởng 2. Le Temps des cathédrales - Gringoire 3. Les Sans-papiers - Clopin & hợp xướng 4. Intervention de Frollo - Frollo & Phœbus 5. Bohémienne - Esmeralda 6. Esmeralda tu sais - Clopin 7. Ces diamants-là - Fleur-de-Lys & Phœbus 8. La Fête des fous - Gringoire & hợp xướng 9. Le Pape des fous - Quasimodo 10. La Sorcière - Frollo & Quasimodo 11. L'Enfant trouvé - Quasimodo 12. Les Portes de Paris - Gringoire 13. Tentative d'enlèvement - Phœbus & Esmeralda 14. La Cour des miracles - Clopin, hợp xướng & Esmeralda 15. Le Mot Phœbus - Esmeralda & Gringoire 16. Beau comme le soleil - Esmeralda & Fleur-de-Lys 17. Déchiré - Phœbus 18. Anarkia - Frollo & Gringoire 19. À boire! - Hợp xướng, Frollo & Quasimodo 20. Belle - Quasimodo, Frollo & Phœbus 21. Ma maison, c'est ta maison - Quasimodo & Esmeralda 22. Ave Maria païen - Esmeralda 23. Je sens ma vie qui bascule - Frollo / Si tu pouvais voir en moi (2001) - Quasimodo 24. Tu vas me détruire - Frollo 25. L'Ombre - Phœbus & Frollo 26. Le Val d'amour - Gringoire, hợp xướng & Phœbus 27. La Volupté - Phœbus & Esmeralda 28. Fatalité - Gringoire, Frollo, Quasimodo, Clopin & Fleur-de-Lys | Màn II 29. Florence - Frollo & Gringoire 30. Les Cloches - Gringoire, Frollo, Quasimodo & hợp xướng 31. Où est-elle ? - Frollo, Gringoire & Clopin 32. Les oiseaux qu'on met en cage - Esmeralda & Quasimodo 33. Condamnés - Clopin & hợp xướng 34. Le Procès - Frollo & Esmeralda 35. La Torture - Frollo & Esmeralda 36. Phœbus - Esmeralda 37. Être prêtre et aimer une femme - Frollo 38. La Monture - Fleur-de-Lys 39. Je reviens vers toi - Phœbus 40. Visite de Frollo à Esmeralda - Frollo & Esmeralda 41. Un matin tu dansais - Frollo & Esmeralda 42. Libérés - Quasimodo, Clopin, Esmeralda, Gringoire & hợp xướng 43. Lune - Gringoire 44. Je te laisse un sifflet - Quasimodo & Esmeralda 45. Dieu que le monde est injuste - Quasimodo 46. Vivre - Esmeralda 47. L'Attaque de Notre-Dame - Clopin, Frollo, Phœbus, Esmeralda, Gringoire & hợp xướng 48. Déportés - Phœbus & hợp xướng 49. Mon maître, mon sauveur - Quasimodo & Frollo 50. Donnez-la moi - Quasimodo 51. Danse mon Esmeralda - Quasimodo 52. Danse mon Esmeralda (hợp ca) - Dàn nhạc giao hưởng 53. Le Temps des cathédrales (hợp ca) - Gringoire & Ensemble |

### Bản tiếng Anh
Nhiệm vụ chuyển ngữ lời nhạc sang tiếng Anh do Will Jennings - người viết lời ca khúc nổi tiếng "My Heart Will Go On" - đảm nhiệm.
| Màn I 1. Ouverture - Dàn nhạc giao hưởng 2. The Age of the Cathedrals - Gringoire 3. The Refugees - Clopin & hợp xướng 4. Frollo's Intervention- Frollo & Phœbus 5. The Bohemian Song - Esmeralda 6. Esmeralda You Know - Clopin 7. So Look No More for Love - Fleur-de-Lys & Phœbus 8. The Feast of Fouls - Gringoire & hợp xướng 9. The King of Fouls - Quasimodo 10. The Sorceress - Frollo & Quasimodo 11. The Foundling - Quasimodo 12. The Doors of Paris - Gringoire 13. Kidnap Attempt - Phœbus & Esmeralda 14. The Court of the Miracles - Clopin, hợp xướng & Esmeralda 15. The Word Phœbus - Esmeralda & Gringoire 16. Shining Like the Sun - Esmeralda & Fleur-de-Lys 17. Torn Apart - Phœbus 18. Anarchy - Frollo & Gringoire 19. Water Please! - Hợp xướng, Frollo & Quasimodo 20. Belle (Is the Only Word) - Quasimodo, Frollo & Phœbus 21. Home in the Sky - Quasimodo & Esmeralda 22. Pagan Ave Maria- Esmeralda 23. If You Could See inside Me - Quasimodo 24. Your Love Will Kill Me - Frollo 25. The Shadow - Phœbus & Frollo 26. At Val d'Amour - Gringoire, hợp xướng & Phœbus 27. The Voluptary - Phœbus & Esmeralda 28. Destiny - Gringoire, Frollo, Quasimodo, Clopin & Fleur-de-Lys | Màn II 29. Talk to Me of Florence - Frollo & Gringoire 30. The Bells - Gringoire, Frollo, Quasimodo & hợp xướng 31. Where Is She ? - Frollo, Gringoire & Clopin 32. The Birds They Put in Cages - Esmeralda & Quasimodo 33. Cast Away - Clopin & hợp xướng 34. The Trial - Frollo & Esmeralda 35. Torturer - Frollo & Esmeralda 36. Phœbus If You Can Hear Me - Esmeralda 37. I'm a Priest - Frollo 38. My Heart If You Will Swear - Fleur-de-Lys 39. To Get Back to You - Phœbus 40. Frollo's Visit to Esmeralda - Frollo & Esmeralda 41. On Bright Morning You Danced - Frollo & Esmeralda 42. Free Today - Quasimodo, Clopin, Esmeralda, Gringoire & hợp xướng 43. Moon - Gringoire 44. This Small Whistle I Leave You - Quasimodo & Esmeralda 45. God You Made the World All Wrong - Quasimodo 46. Live - Esmeralda 47. Attack of Notre-Dame - Clopin, Frollo, Phœbus, Esmeralda, Gringoire & hợp xướng 48. By Royal Law - Phœbus & hợp xướng 49. Master and Saviour - Quasimodo & Frollo 50. Give Her to Mme - Quasimodo 51. Dance my Esmeralda - Quasimodo 52. Dance my Esmeralda (hợp ca) - Dàn nhạc giao hưởng 53. The Age of the Cathedrals (hợp ca) - Gringoire & Ensemble |